# Jiří Prošek
Jiří Prošek (též Georgi Prošek, bulharsky Иржи/Георги Прошек, 22. prosince 1847 Beroun – 29. září 1905 Sofie) byl český stavební inženýr, novinář, bulharský vlastenec a revolucionář, který většinu života strávil v Bulharsku.  
Od roku 1868 pracoval jako železniční inženýr na Balkánském poloostrově, konkrétně na stavbě železniční trati v Thrákii. Po vyhlášení bulharské nezávislosti a založení Bulharského knížectví v roce 1879 působil jako architekt v Sofii, kdy pomáhal budovat řadu ikonických staveb mladého hlavního města a pracoval také na prvním plánu rozvoje Sofie. Spolu se svým bratrem Theodorem (Bogdanem) Proškem založil v roce 1879 první tiskárnu v Sofii a v roce 1884 pak pivovar Prošek, tehdy největší pivovar ve městě, později pak také továrnu na keramiku a porcelán. 

## Život

### Mládí
Narodil se v Berouně ve středních Čechách do rodiny Jiřího Františka Proška a jeho manželky Marie roz. Bartákové, dobré hráčky na klavír. Rodina Proškova žila v Berouně po 300 let. Jeho bratranci byli Václav Prošek a Josef Prošek, kteří rovněž pocházeli z Berouna a kteří později přijeli do Bulharska na jeho a Theodorovo pozvání a chvíli zde pracovali jako architekti a inženýři.
Prošek navštěvoval základní školu v rodném městě a dokončil 4. třídu s vyznamenáním. Poté navštěvoval První české reálné gymnázium v Praze, po absolutoriu se pak přihlásil na Královskou českou polytechniku v Praze na obor zeměměřič (geodét) a stavební inženýr. Po čtyřech letech studia získal v roce 1869 inženýrský titul. Podle jiných pramenů ale studoval Prošek v Praze dva semestry na Císařské technice a poté až do roku 1869 tři roky strojního inženýrství na české polytechnice v Praze, obor stavební inženýrství. 
Vzhledem k tomu, že jeho otec zemřel po skončení prvního ročníku studia, musel si Prošek studium financovat sám prostřednictvím vlastního výdělku. Zároveň se naučil několik cizích jazyků, mluvil německy, francouzsky, anglicky, italsky a rusky. V Praze po jistou dobu působil jako parlamentní stenograf v Českém zemském sněmu. Během středoškolského a univerzitního studia se seznámil s Bulhary, kteří studovali v Praze. Jeho nejlepším přítelem z této komunity byl Ivan Drasov, jeden z nejbližších přátel bulharského básníka a revolucionáře Christo Boteva. Přátelil se také s Petarem Berkovskim, od kterého se také naučil bulharsky.

### Železniční inženýr na Balkáně
Po dokončení studií odjel Prošek v roce 1869 (podle jiných zdrojů roku 1870) na Balkán, kde byla poptávka po specialistech na železniční stavby. Svou profesi vykonával nejprve v Konstantinopoli (Istanbul), kde ve věku 23 let začal pracovat pro Rumelijsko-dunajskou železniční společnost barona Maurice de Hirsche, která stavěla a provozovala železniční tratě v evropské části Osmanské říše, tedy v Rumélii. Prošek zde jako pomocný inženýr pracoval v ústředí společnosti v Konstantinopoli a podílel se na plánování železniční trasy z Adrianopole do Belova a Saranbej (dnes Septemvri). Od 27. dubna 1870 do 2. července 1873 (podle jiných zdrojů roku 1871) byl zaměstnán u společnosti jako inspektor 5. Ředitelství (podle jiných zdrojů 4. ředitelství) sídlící ve vesnici Almanlij (dnes Jabalkovo v Chaskovské oblast). Zde dohlížel na stavbu železniční trati v úseku od Kajadžiku, dnes Rakovského okresu v Dimitrovgradu, po Hadži Eles, dnes Parvomaj.
Čeští a polští zde působící stavební inženýři (mezi nimi Anton Pelz, Antonín Svoboda, prof. Ostrava; Bankowski a Stanislaw Dombrowski) si pro svůj tábor (1870 až 1873) záměrně vybrali vesnici Almanlij, protože vesnička měla čistě bulharské obyvatelstvo. V oblasti Sandžaku Haskovo zůstalo pouze 60 z 360 vesnic čistě bulharských, zbytek byl osmanizován.

### Bulharské osvobozenecké hnutí
Během svého působení jako inspektor 4. ředitelství získal Prošek bližší kontakt s Bulhary žijícími v obci Almanlij, zejména s představiteli veřejného života a členy Revolučního výboru Vnitřní revoluční organizace. Místní výbor vedl Dimitar Ralov. Založili Slovanský tajný revoluční výbor (bulh. Славянски таен революционен комитет) složený z Bulharů, Čechů a Poláků. Brzy se Prošek seznámil také s Vasilem Levskim, hlavním organizátorem revolučních výborů v Bulharsku, a zapojil se do bulharského osvobozeneckého hnutí od nadvlády Osmanů.
Prošek se v rámci svých snah mj. zavázal zlepšit školu ve vesnici Almanlij podle standardů českých škol ve své staré vlasti. Škola v Almanlij byla jedním z jeho prvních úspěšných projektů, stala se známou po celém jižním Bulharsku (tehdejší Severní Thrákii) jako modelová škola. Prošek zaváděl nové předměty, staral se o sportovní a předvojenskou výchovu žáků a řídil i školní pěvecký sbor. Byly zakoupeny nové učební pomůcky jako glóby, počítadla, mapy a obrázky a zřízen odborný kabinet.
Prošek pak spolu s ostatními českými a polskými inženýry ve vesnici pomáhal zásobovat Bulhary zbraněmi a doručovat poštu z revolučního výboru. Založili „Slovanský dům“ (bulharsky славянски дом/Slavjanski dom) jakožto kulturní centrum a tzv. citalište. Češi, Poláci a Bulhaři se v té době všichni považovali za utlačované slovanské národy: Češi pod nadvládou Rakouska, Poláci pod nadvládou Ruska a Rakouska a Bulhaři pod nadvládou Osmanské říše. Na mnoha železničních odděleních měl Prošek navázané spojení se svými českými krajany a revolučně smýšlejícími Bulhary. 
Po zajetí Vasila Levského, hlavního organizátora bulharského národního odboje, Osmany 26. prosince 1872 a jeho odsouzení k trestu smrti, se proslýchalo, že bude transportován Konstantinopole, aby jej vyslechl samotný sultán. Bulharský revoluční výbor se pak rozhodl zorganizovat osvobození Levského při jeho převozu po železnici do Konstantinopole, kde měl být souzen, a kontaktovali Proška, aby se dozvěděli víc o jízdních řádech a pohybech vlaků. Prošek se do osvobozovacího plánu zapojil a jeho přičiněním byli "jeho lidé" zaměstnáni na jednotlivých nádražích a železničních obvodech na železniční trati Edirne–Belovo, aby pomohli připravit přepadení vlaku podél železniční trati mezi stanicemi Popovica a Charmanli. Tato opatření však byla marná, neboť plán se rozpadl. Levski totiž nebyl odvezen do Konstantinopole, jak se očekávalo, ale do Sofie, a navíc koňským povozem a ne vlakem. Zde byl pak 19. února 1873 popraven. 

### Korespondentem
V roce 1876 odešel Prošek z železniční společnosti a stal se nezávislým zpravodajem evropských novin, pro které informoval o napjaté situaci bulharského lidu pod osmanskou nadvládou, zejména o potlačení Starozagorského povstání z roku 1875, Dubnového povstání roku 1876, o osudu revolucionářů bulharského osvobozeneckého boje, kteří byli deportováni do Diyarbakıru v Malé Asii a dalších zvěrstvech, kterých se Osmani na Bulharech dopouštěli. Mj. dopomohl uveřejnit v evropských novinách výzvu k podpoře podepsanou tisíci bulharskými povstalci. Své zprávy zasílal do Prahy svému bratru Theodorovi, který je zde přeložil do francouzštiny a angličtiny a prostřednictvím pražských  Národních listů předal pařížskému a londýnskému tisku. Tak se o osmanských zločinech dozvěděla širší veřejnost v západní Evropě. Osmanské úřady po tomto zjištění nařídili přísnou cenzuru veškeré korespondence do Francie a Velké Británie. Tok informací se však zastavit nepodařilo, protože neznaly cestu Proškovy korespondence z Bulharska přes Prahu do Paříže a Londýna.
Od 13. října do 15. prosince 1875 publikoval deset článků. Jméno „tajného dopisovatele“ noviny neprozradily, místo toho byly jeho články uvozeny slovy jako např.: Úryvky ze soukromého dopisu, O Bulharsku nám bylo napsáno, Autentický dopis. O Dubnovém povstání a následném Batackém masakru se tak dozvěděli čtenáři nejprve v českých zemích, potažmo v Rakousku-Uhersku, a poté až v západní Evropě. Prošek také často psal  odesílal svou korespondenci do Prah z rumunské Bukurešti, kde také často pobýval.

### Rusko-turecká válka
Rusko-osmanská válka svedená v letech 1877 až 1878 jej učinila ještě aktivnějším v podpoře bulharské věci a dopisovatelské činnosti. V období těžkých bojů u průsmyku Šipka v létě 1877 byl Jiří Prošek v Konstantinopoli. Tam se dozvěděl od svého přítele a krajana, lékárníka Dr. Nádherného, nazývaného Chekim Paša, který byl náčelníkem zdravotní služby v osmanské armádě, že osmanské vrchní velení připravuje vyslání velmi početné posily do průsmyku Šipka pod vedením Süleimana Pašy po železnici, o čemž informoval. .
Prošek se pak hned vydal do Edirne, kde byli jeho přátelé zaměstnáni u železnice. Tato odhodlaná skupina pod záminkou „nevyhnutelných technických okolností“ rozebrala asi 200 m železničních tratí a shodila je z mostu do řeky Marica. Touto sabotáží, která se stala známou jako „šílený podnik“ (bulharsky лудо предприятие), byla v rozhodující fázi rusko-turecké války na 30 hodin zablokována jediná existující železniční trať z Konstantinopole do Bulharska pro průjezd vojenských vlaků. Tato blokáda se měla v druhé bitvě v průsmyku Šipka, která se odehrála od 21. do 26. srpna 1877, ukázat jako rozhodující, protože posily osmanských jednotek již nemohly k podpoře dorazit včas. Průsmyk byl tak úspěšně ubráněn bulharskými dobrovolníky proti osmanské přesile až do příchodu silných ruských jednotek pod generálem Michailem Skobelevem, které byly původně umístěny v jiném průsmyku a do Šipky dorazili před příchodem osmanských posil z Edirne. 
Proškovu akci u Edirne však rozkryly osmanské orgány a Prošek tak musel v přestrojení za sedláka uprchnout do Bukurešti do Rumunska. Za jeho činy mu bylo uděleno vysoké ruské vyznamenání Řádem Alexandra Něvského 1. třídy a Michail Skobelev mu předali zlatou šavli jménem ruského cara Alexandra II. Poté pracoval nadále v Bukurešti jako překladatel pro ruský úřad ve službách ruského vrchního velení.

### V Sofii

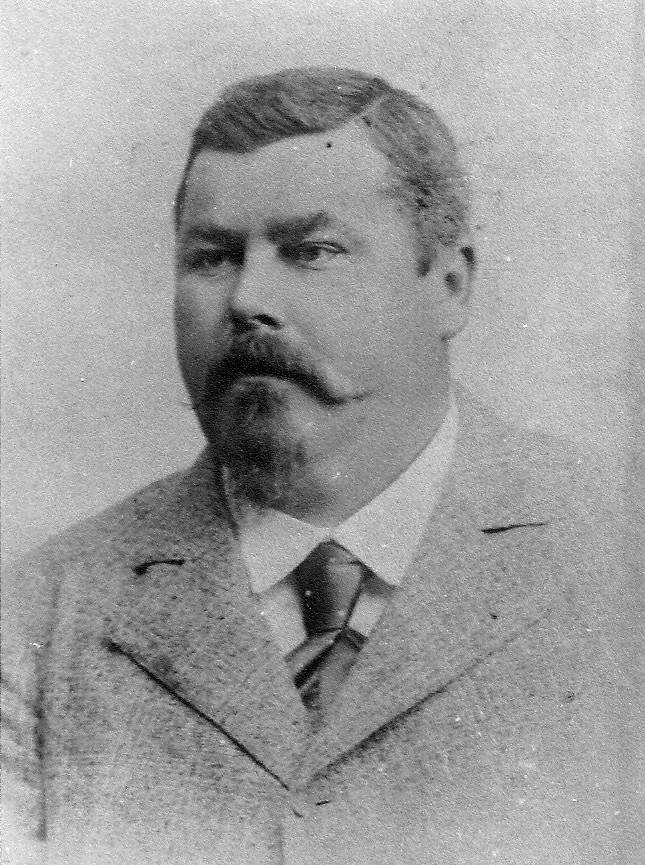
Bratr Theodor (Bogdan) Prošek

Po vyhlášení nezávislosti Bulharska v roce 1878 se Jiří Prošek usadil v novém bulharském hlavním městě Sofii a působil jako zde jako učitel, stavební inženýr, inspektor a podnikatel. Dal své jazykové znalosti k dispozici ruskému vrchnímu velení v Sofii a jakožto polyglot byl zaměstnán jako tlumočník v kanceláři ruského guvernéra Pjotra Alabina, guvernéra prozatímní ruské civilní správy Sofie (1878–1879). Byl jedním z iniciátorů postavení pomníku Vasilu Levskému, hrdinovi bulharského osvobozeneckého boje, v Sofii a lobboval u guvernéra Alabina, aby jeho zbudování schválil. Stavba Levského pomníku podle plánů českého architekta Václava Antonína Koláře však kvůli nedostatku financí trvala roky, dary získané na stavbu pomníku stačily zpočátku jen na nadaci.
Prošek byl také jedním z prvních učitelů nově založené První sofijské dívčí střední školy, kde od 10. listopadu 1879 do 1. listopadu 1880 vyučoval kreslení a těsnopis. Zároveň se, vzhledem ke svému předchozímu působení v Českém zemském sněmu v Praze, stal parlamentním stenografem v bulharském parlamentu (Narodno Sabranie), neboť jako jeden z mála v Sofii k tomu měl schopnosti.
V té době do Bulharska přicházeli další četní zahraniční specialisté, kteří zde léta nebo celý život působili, zejména Rusové (např. Porfirij Bachmeťjev, Češi, Francouzi, Němci či Rakušané. Známými zde byli i Češi: mj. bratři Hermenegild a Karel Škorpilovi, Konstantin Jireček či Václav Dobruský. V letech 1878 až 1879 postavil Prošek pro přistěhovalé Čechy a svého bratra Theodora, který se do Bulharska přistěhoval, pět dřevěných domů, které tvořily počátek zdejší tzv. „České kolonie“. Neoficiálně se Jiří Prošek stal také „českým konzulem“, když se staral o záležitosti svých krajanů v bulharské správě.
V roce 1879 pozval starosta Sofie českého architekta Lubora Bajera, aby vytvořil první plán rozvoje města Sofie. Jeho asistenty byli Jiří Prošek a Václav Roubal, jehož sestru si Prošek později vzal. Jiří Prošek si v roce 1879 oficiálně změnil své křestní jméno na odpovídající bulharskou podobu: z Jiří na Georgi Prošek (Георги Прошек).
Jiří Prošek v rámci své práce pro guvernéra Alabina, mimo jiné prozkoumal bulharská naleziště mramoru a vytvořil jejich mapu, organizoval výrobu cihel ve vesnici Dolni Bogrov (Долни Богров) v Sofijské oblasti za účelem získání stavebního materiálu pro expanzi hlavního města.
Po uspokojení nejnaléhavější potřeby učitelů v Sofii přešel Prošek do stavebního odboru bulharského Ministerstva veřejných budov, silnic a infrastruktury, kde byl odpovědný za výstavbu venkovských silnic a železnic. Vypracoval projekty pro trasu dálnice ze Silistry do Šejtandžiku (dnes Chitrino v Šumenské oblasti), stejně jako dálnice z Eleny do Osman Pasar (dnes Omurtag). Později pracoval na návrhu a výstavbě železniční trati Sofie – Loveč – Svištov, na železniční trati Pohoří Arabakonak-Orchanie (dnes Botevgrad) a také na železniční trati Zaribrod (dnes Dimitrovgrad v Srbsku) – Sofie – Varekai či na stavebním úseku Sofie – Samokov. Na mnoha dalších technických projektech pracoval jako technický ředitel nebo jako inspektor.
Mezi jeho osobní přátele patřili ministerští předsedové Todor Burmov, Kliment Tarnovskij (který vystřídal Burmova ve funkci předsedy vlády od listopadu 1879), Petko Karavelov, Konstantin Stoilov, ministr školství Georgi Atanasovič a ministr financí Grigor Natschovič. Těmto přátelstvím vděčil Prošek mimo jiné za svůj rychlý podnikatelský úspěch v Bulharsku.

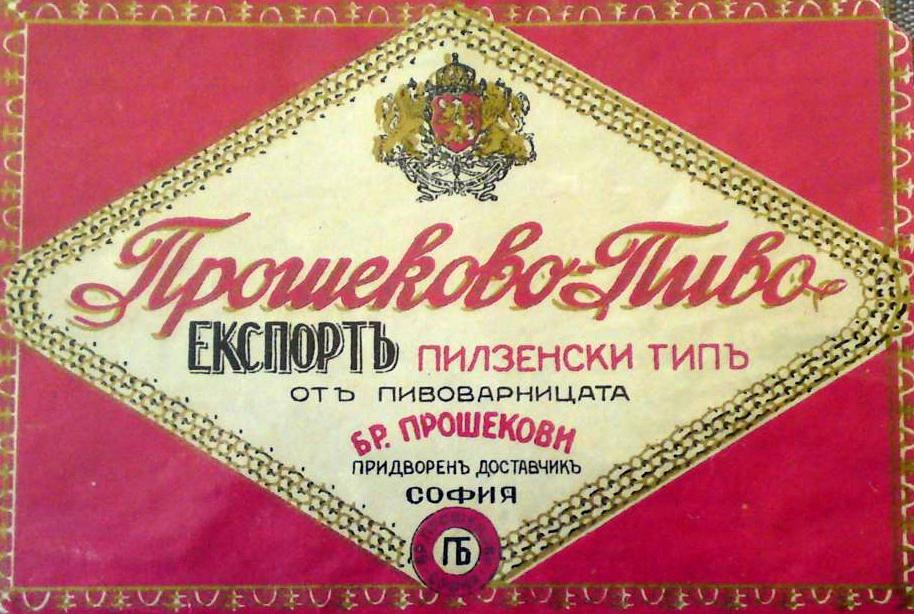
Etiketa pivovaru Prošek

Se svým bratrem Theodorem/Bogdanem Proškem, založil první tiskárnu v Sofii. V letech 1881 až 1884 pak založili a postavili pivovar Prošek, který byl největším a nejmodernějším podnikem svého druhu v Sofii. Na počátku 90. let 19. století byl také předním odborníkem na sofijský pozemkový katastr, vytvářený od roku 1878, bratr Theodor se pak věnoval především vedení tiskárny. Společně působili jako společníci stavební firmy, která v Sofii postavila mj. Lví most (1888 až 1891) a Orlí most (1889 až 1891). Právě Orlí most přirozeně také zlepšil infrastrukturu pro dopravu do pivovaru 150 m na severovýchod a do jeho pivnice. Společně si také postavili honosný dům na sofijské ulici Moskevská č. 5, který svým vzezřením připomíná šlechtický palác.  
Společnost „Bratři Georgi a Bohdan Prošek“ byla založena v roce 1895 a existovala až do vyvlastnění po komunistickém převratu v Bulharsku v roce 1947. Jiří/Georgi Prošek byl do roku 1901 spoluzakladatelem stavební firmy a jejím technickým ředitelem. 

### Čestné funkce
Jiří Prošek byl v Sofii velmi aktivní i na poli kultury a vzdělávání: byl jedním z iniciátorů stavby pomníku Vasila Levského a v roce 1880 zakládajícím členem společnosti „Slovanské rozhovory“ (bulharsky „Славянска беседа"/Slavjanska beseda) v Sofii, později Citalište "Slavjanska beseda"  (vzniklo z ní i dnešní divadlo "Сълза и смях"/"Salza i smjach") a Bulharská společnost inženýrství a architektury. Byl také zakládajícím členem krajanské společnosti Čech a určitou dobu vedl časopis „Český sokol“ (bulh. Чешки сокол/Češki sokol).

### Úmrtí
Jiří Prošek zemřel 29. září (16. září dle bulharského kalendáře) v Sofii v roce 1905 ve věku 58 let. Je pohřben v rodinné hrobce v katolické sekci na Ústředním hřbitově v sofijské čtvrti Orlandovci, parcela č. 16.

### Rodina
Oženil se s Češkou Annou Roubalovou (bulh. Анна Роубалова; 1853–1935), sestrou jeho kolegy Václava Roubala, se kterou se seznámil 23. října 1878 v Sofii. Anna vystudovala hudební školu v Praze. Aby se s mnoha zavazadly a klavírem dostala do Bulharska, cestovala parníkem po Dunaji a poté volským povozem až do Sofie. Manželům se narodily tři dcery (Maria, Růžena a Anna) a syn Jiří (Georgi). Podle jiných zdrojů z tohoto manželství vzešlo pět dcer a syn (syna do manželství přivedla Anna). Syn zemřel v roce 1928 v Praze. Později se dcera Maria Prošek provdala za Ivana Kadelu, který byl jmenován vedoucím tiskárny Prošek a jako první zeť se stal i členem vedoucího týmu v rodinné firmě. Společnost Bratři Proškové se také podílel na výstavbě přístavu ve Varně a na plánování zdejší luxusní budovy kasina a restaurace (druhá dcera Růžena se provdala za Aleksandara Vasileva a přestěhovala se za ním do Varny).
Po vyvlastnění komunisty v roce 1947 byli potomci bratří Prošků deportováni ze Sofie a vězněni v táboře Bobov Dol. Mezi jeho potomky patřila také Elena Pipeva, známá operní pěvkyně.